# 대악화

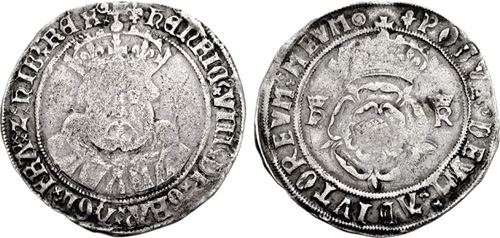
헨리 8세 테스툰.

대악화(영어: the Great Debasement)는 헨리 8세 치세인 1544년 잉글랜드 왕국에서 도입되었던 악화발행 정책이다. 주화에서 금은 등 귀금속 함량을 낮추고 구리 따위 비금속의 함량을 높였다. 이는 헨리 8세 자신의 사치스러운 생활비 및 프랑스, 스코틀랜드와의 전비를 마련하기 위한 것이었다. 이 정책이 시행되는 동안 금 함량은 23 캐럿에서 20 캐럿으로, 은함량은 92.5%에서 25%까지 떨어졌다. 1551년 에드워드 6세가 이 정책을 폐지시켰지만 그 후유증은 헨리 8세가 발행한 악화들이 모두 시장에서 회수되는 1560년대까지 계속되었다.